# 蓮台寺 (倉敷市)
蓮台寺（れんだいじ）は、岡山県倉敷市児島にある真言宗御室派の寺で別格本山。山号は由加山。本尊は十一面観音菩薩、瑜伽大権現。中国三十三観音霊場第6番札所、百八観音霊場第八番札所。

## 歴史
天平10年（738年）行基が本尊である十一面観音菩薩と阿弥陀如来・薬師如来の垂迹である瑜伽大権現を祀って創建したのが始まりと伝えられる。平安時代末兵火にあって衰退したが、室町時代に入り増吽僧正によって中興された。江戸時代には備前国岡山藩の保護を受けた。古くから瑜伽大権現は信仰を集めてきたが、明治初年の神仏分離に伴い蓮台寺境内から由加神社（後の由加神社本宮）がつくられ、分けられた。
第二次世界大戦後の国家神道解体により、形式的には宗教法人として各々が分離したままながら、僧職が本殿で祈祷を行うなど、事実上明治以前の形態に復し、事実上蓮台寺側により両者が一体的に運営されていた。このため由加神社としての神職も僧侶とは別に配置されていたが、神社側の独自活動は事実上休止状態に近かった。
1997年（平成9年）3月3日、由加神社が一部の建物を占拠し、宗教法人としての独自活動を開始した。これ以降蓮台寺と由加神社は対立関係となり、蓮台寺が建物の明け渡しを求めるなど裁判沙汰にもなるが、由加神社側が独自の宗教活動を開始した経緯は、宗教的なものではなく、財産の相続をめぐる当時の兄（蓮台寺住職）と弟（由加神社宮司）の間の対立が原因とされている。
由加山の瑜伽大権現と讃岐国にあった金毘羅大権現（現金刀比羅宮）を参る両参りと呼ばれる慣習が、江戸時代にはあったという。

## 概要
厄除けの権現さまとて信仰を集めている。2007年（平成19年）総高7メートル59センチメートルの日本一の木造仏像の不動明王が完成した。
由加山参道は門前町が形成されており、あんころ餅が名物となっている。

## 文化財
- 岡山県指定重要文化財
  - 客殿
  - 多宝塔
  - 菊慈童図屏風[3] 桃山から江戸初期 車輪のような描き方の松葉に様式化が見られるものの、勢いのある松や岩肌の力強い皴法を持ち、海北友松や狩野山楽らの作風に通じる。
  - 梵鐘
- 倉敷市指定重要文化財
  - 銅剣

## 所在地
- 岡山県倉敷市児島由加2855番地

## アクセス
- 瀬戸中央自動車道水島ICより岡山県道21号岡山児島線を岡山方面へ向かい「郷内」交差点にて岡山県道62号玉野福田線へ東折。そのまま同県道上を道なりに直進。車で約15分。
- JR瀬戸大橋線・児島駅よりタクシー約15分。
- 瀬戸大橋線・上の町駅より徒歩で約4.5キロメートル。
- かつては児島駅より下電バス由加山行きが運行されていたが2020年9月30日に廃止されたため、路線バスでのアクセスは不可能。王子ヶ岳線「由加登山口」バス停からは約5キロメートルあるため注意。

## 隣の札所
中国三十三観音霊場
5 法界院 -- 6 蓮台寺 -- 7 円通寺